# Hedonismo ético
El hedonismo ético es una doctrina filosófica normativa que sostiene que el placer es el único bien intrínseco y que la búsqueda del placer constituye el objetivo moral más importante en la vida humana.

## Fundamentos y distinciones
El hedonismo ético se distingue del hedonismo psicológico, que afirma que los seres humanos buscan naturalmente el placer como objeto de deseo. Mientras que el hedonismo psicológico describe cómo actúan las personas, el hedonismo ético prescribe cómo deberían actuar, sosteniendo que es moralmente correcto buscar el placer y evitar el dolor.

## Tipos de hedonismo ético
Existen dos formas principales de hedonismo ético:
- Hedonismo egoísta: postula que cada individuo debe buscar su propio placer.

- Hedonismo altruista o utilitarista: sostiene que se debe procurar el mayor placer posible para el mayor número de personas.[2]

Ambas versiones comparten la idea de que el placer tiene valor moral, pero difieren en el sujeto a quien se debe beneficiar.

## Argumentos naturalistas
El hedonismo ético ha sido defendido mediante argumentos naturalistas. El argumento de la fiabilidad sostiene que la introspección fenomenal revela de manera fiable que el placer es bueno, en contraste con otras creencias morales influenciadas por la evolución y la cultura. El argumento de la universalidad propone que todos los agentes morales responden al bien con placer, reflejando así su valor moral objetivo. Ambos argumentos respaldan una forma de realismo moral naturalista, que afirma que verdades morales como “el placer es bueno” son hechos objetivos del mundo natural.

## Epicuro y el hedonismo ético
El filósofo griego Epicuro es uno de los principales exponentes del hedonismo ético. Según Jorge Fernando Navarro, su filosofía es una doctrina racional, naturalista y teleológica, en la que la justicia surge de acuerdos humanos orientados a la seguridad y al desarrollo individual. Epicuro propone un “hedonismo del límite”, basado en la búsqueda del placer moderado y la eliminación de los miedos infundados mediante el conocimiento de la naturaleza.
El filósofo Larry J. Waggle también sostiene que Epicuro debe ser comprendido como un hedonista ético y no como un hedonista psicológico. En su interpretación, Epicuro promueve una elección racional de placeres, muchas veces implicando incluso la abstinencia o la postergación del placer inmediato en favor de un mayor bienestar futuro. Waggle critica las fuentes doxográficas como Cicerón o Plutarco, por considerar que distorsionan la filosofía epicúrea, y defiende el uso de textos primarios como la Carta a Meneceo para comprender adecuadamente su pensamiento.
Epicuro distingue entre placeres cinéticos (placeres activos y momentáneos) y placeres katastemáticos (estados estables de satisfacción como la ataraxia o tranquilidad del alma, y la aponía o ausencia de dolor físico), que considera superiores.

## Desarrollo histórico
El hedonismo ético influenció profundamente a pensadores como Jeremy Bentham, John Stuart Mill y Henry Sidgwick, quienes desarrollaron el utilitarismo, doctrina que sostiene que las acciones moralmente correctas son aquellas que maximizan el bienestar general. Bentham, en particular, argumentó que el placer y el dolor son los principios guía para determinar lo que es moralmente correcto o incorrecto.

## Críticas
Las críticas al hedonismo ético suelen centrarse en su reduccionismo y en el riesgo de justificar conductas egoístas si se interpreta de forma simplista. Además, se cuestiona su capacidad para explicar actos altruistas o heroicos, aunque los hedonistas éticos reinterpretan estos actos como motivados por la búsqueda indirecta de placer personal o la evitación de dolor futuro.
También se advierte que el hedonismo ético pertenece más al ámbito de la teoría del valor que al de la ética normativa pura, y que no siempre proporciona criterios claros para la acción moral concreta.